# Faxe Sogn
Faxe Sogn er et sogn i Tryggevælde Provsti (Roskilde Stift).
I 1800-tallet var Faxe Sogn et selvstændigt pastorat. Det dannede sognekommune med Hylleholt Sogn. Begge sogne hørte til Fakse Herred i Præstø Amt. Sognekommunen blev senere delt, så hvert sogn dannede sin egen sognekommune. Både Faxe og Hylleholt var med i den frivillige kommunesammenlægning, som ved kommunalreformen i 1970 blev til Fakse Kommune.
I Faxe Sogn ligger Faxe Kirke.
I sognet findes følgende autoriserede stednavne:
- Bavnekule Huse (bebyggelse)
- Blåbæks Mølle (bebyggelse)
- Borreshoved (bebyggelse, ejerlav)
- Bytofte (bebyggelse)
- Ebbeskov (bebyggelse, ejerlav)
- Faxe (bebyggelse, ejerlav)
- Faxe Syd (station)
- Godthåb (bebyggelse)
- Gyllemose (bebyggelse)
- Gåsekrogen (bebyggelse)
- Hovby (bebyggelse, ejerlav)
- Jyderup (bebyggelse, ejerlav)
- Kikkenborg (bebyggelse)
- Margretelund (ejerlav, landbrugsejendom)
- Møllehuse (bebyggelse)
- Prøvehave (bebyggelse)
- Rejnstrup (bebyggelse, ejerlav)
- Rosendal (ejerlav, landbrugsejendom)
- Sandhuse (bebyggelse)
- Skjoldhøj (bebyggelse)
- Storemølle (bebyggelse)
- Stubberup (bebyggelse, ejerlav)
- Søndagshuse (bebyggelse)
- Tokkerup (bebyggelse, ejerlav)
- Tuehuse (bebyggelse)
- Tystrup (bebyggelse, ejerlav)
- Værløse (bebyggelse, ejerlav)